# Krogh (cráter)

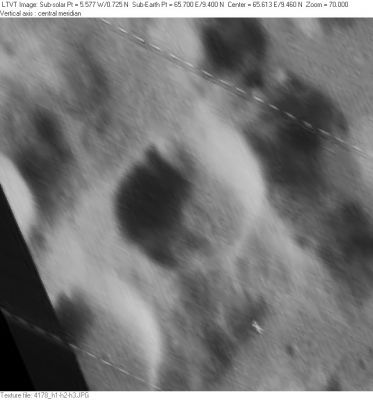
Fotografía de la misión Lunar Orbiter 4

Krogh es un pequeño cráter de impacto que se encuentra en la parte oriental de la Luna, al sureste del cráter Auzout. Este cráter fue designado previamente Auzout B antes de recibir su nombre actual por decisión de la UAI.
|  |

El cráter es más o menos circular y con forma de cuenco, con una pared interior que es más ancha en el norte que en el sur. Es un cráter fácilmente reconocible.